# ندب (زجل)
الندب هي من أنواع الزجل أي الشعر الغنائي التراثي الشعبي المنتشر التي لها مكانة مرموقة في الغناء الشعبي الشامي واللبناني على وجه الخصوص. ويرددها العامة في ندب الميت. 

## أصل التسمية
الندب هو رثاء الميت بأغان شجية مؤثرة يقوم به الرجال، فيتألب النادبون في دارة الميت جماعات ثم يسيرون الهوينا ذهابا وايابا يلوحون بالمناديل وفي مقدمتهم شاب يحمل راية أو رسم للميت، وأحد الرجال يندب ويساعده الباقون مرددين اللازمة بأصول وضوابط «معددين، منادين، محوربين»

## أسلوبها
وطريقة الندب جعل القافية فيه على طريقة المعنى وبأتي من البحر المتفاوت الذي تتألف كل من دعامتيه من 8 حركات. ومنهم من جعل الندب على قافية واحدة في الصدور وقافية أخرى في الإعجاز.

## أمثلة
مثال ثاني: